# Старое Аделяково
Старое Аделяково — село в Челно-Вершинском районе Самарской области в составе сельского поселения Сиделькино.

## География
Находится на расстоянии примерно 12 километров по прямой на север-северо-запад от районного центра села Челно-Вершины.

## История
Село было основано в 1727 году.  

## Население
Постоянное население составляло 429 человека (русские 92%) в 2002 году, 308 в 2010 году.

## Инфраструктура
В селе с 2015 года не работает средняя школа. Отделение связи работает, с 2018 года закрыто отделение сберегательного банка, СДК, сельская библиотека. С недавнего времени закрылся второй магазин. Село соединено с райцентром асфальтовой дорогой.